# Cult Classic
Cult Classic è una raccolta di brani ri-registrati dal gruppo hard rock statunitense Blue Öyster Cult, pubblicato nel 1994 tramite la Caroline Records e la SPV GmbH.
Il disco contiene rifacimenti di brani già editi dalla band.
Nel 2020 è stato ripubblicato in versione rimasterizzata dalla Frontiers Records.

## Tracce
1. (Don't Fear) The Reaper - 5:05
2. E.T.I. (Extra Terrestrial Intelligence) - 5:13
3. Me-262 - 3:08
4. This Ain't the Summer of Love - 2:43
5. Burnin' for You - 4:27
6. O.D.'d on Life Itself - 4:52
7. Flaming Telepaths - 6:06
8. Godzilla - 3:40
9. Astronomy - 8:45
10. Cities on Flame with Rock and Roll - 4:06
11. Harvester of Eyes - 3:57
12. Buck's Boogie - 6:51
13. (Don't Fear) The Reaper (TV Mix) - 5:06
14. Godzilla (TV Mix) - 3:40

## Formazione
- Eric Bloom – voce, chitarra, tastiere
- Donald 'Buck Dharma' Roeser – chitarre, voce, tastiere
- Allen Lanier – tastiere, chitarre
- Jon Rogers – basso, cori
- Chuck Burgi – batteria, cori